# آیزنبرگ (فالتس)
شهر آیزنبرگ در ایالت راینلند-فالتز در کشور آلمان واقع شده است.

## نگارخانه

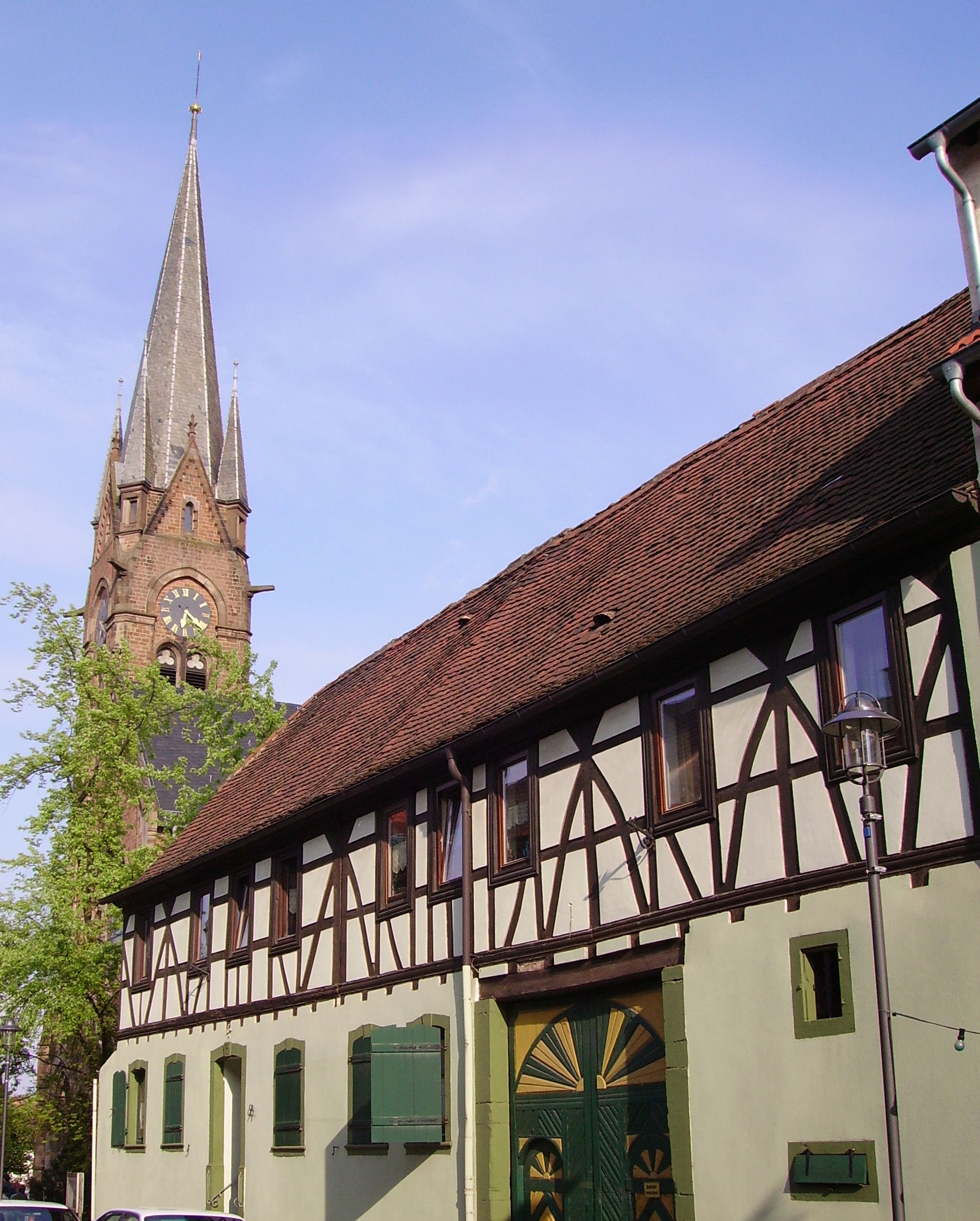
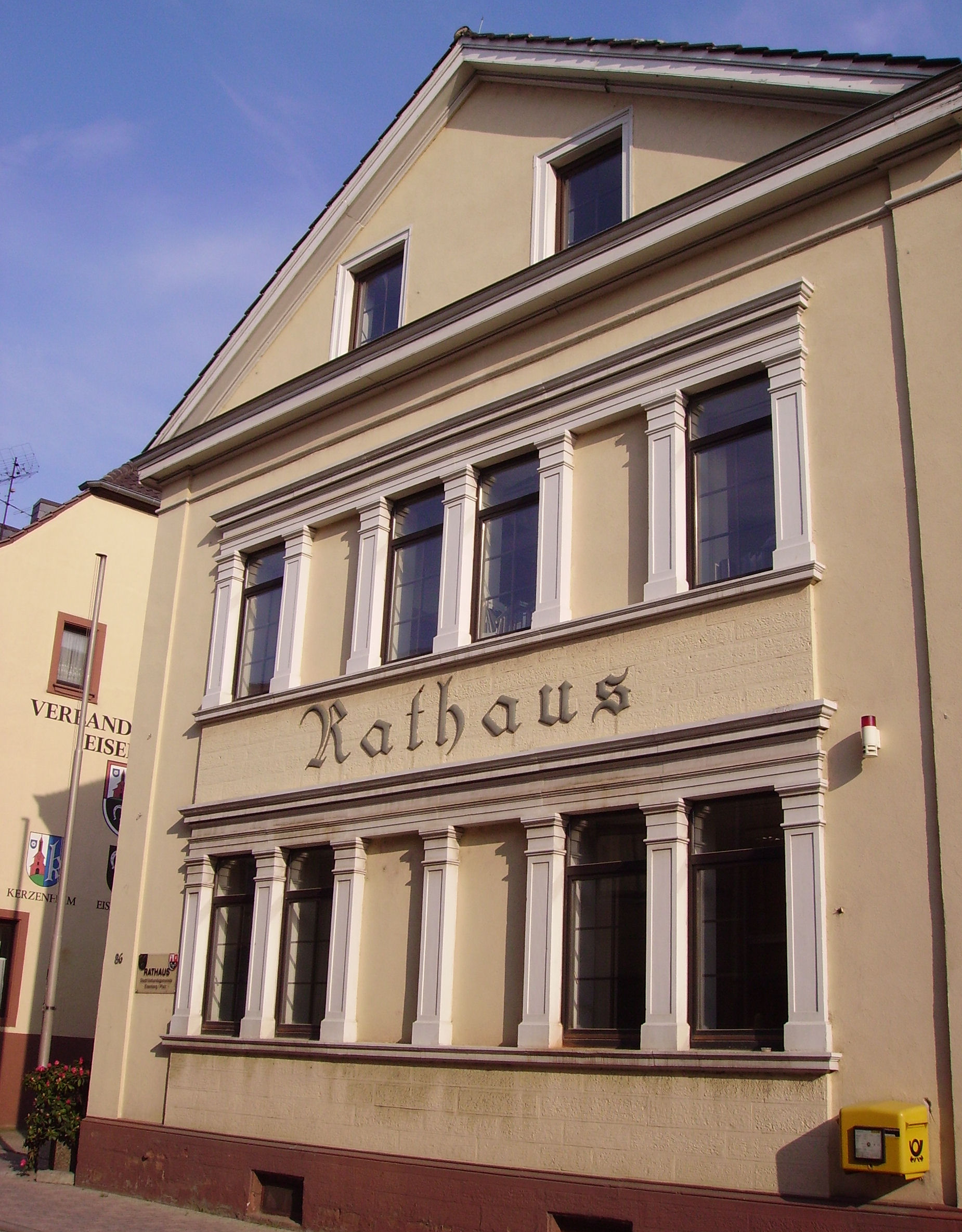
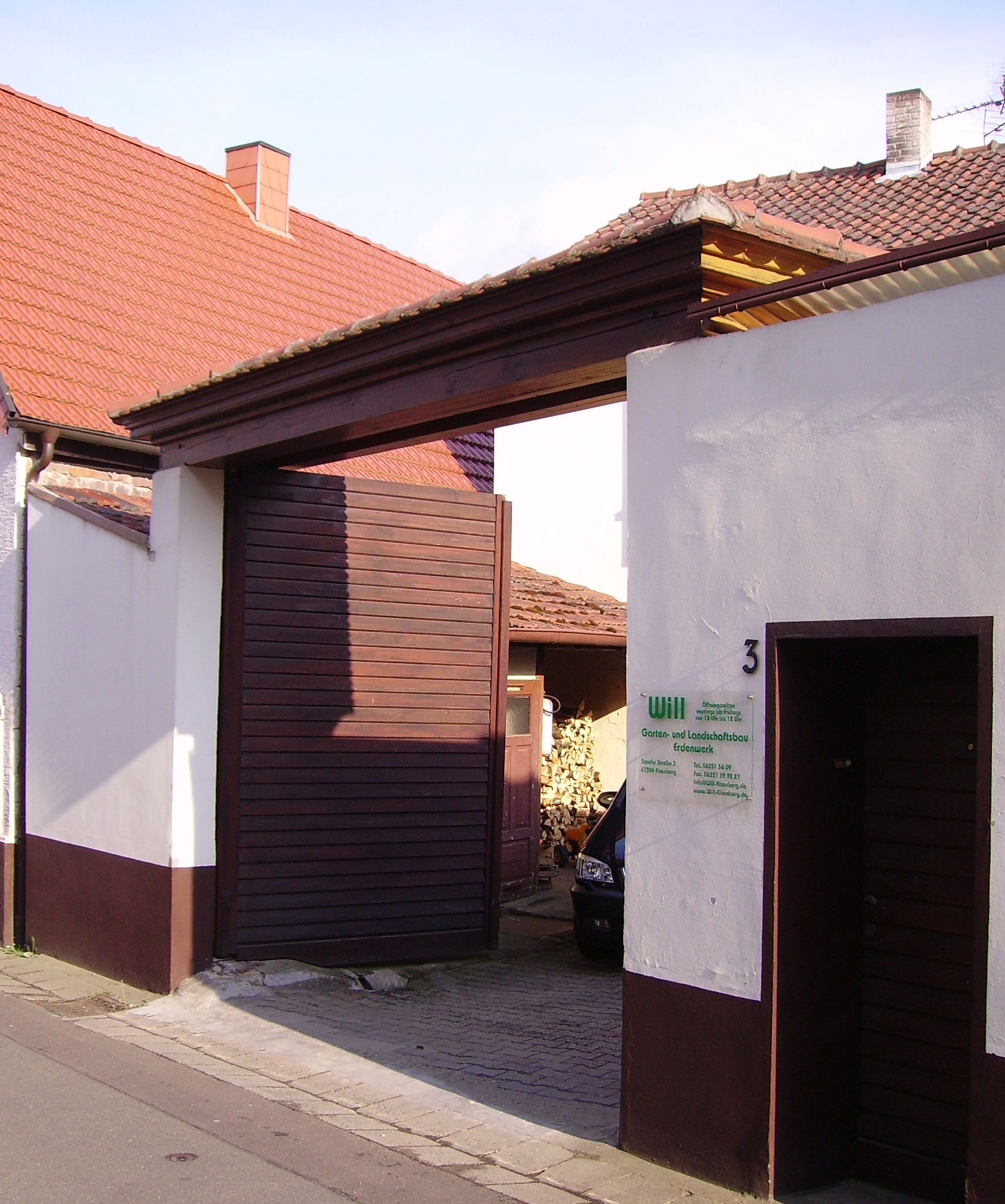